# Kleinkastell Visegrád-Gizellamajor

Der Limes Pannonicus am Pilisgebirge

Das Kleinkastell Visegrád-Gizellamajor war eine römische Garnison, die als spätantike Grenzfestung für die Bewachung eines Donauabschnitts des pannonischen Limes (Limes Pannonicus) zuständig war. Der Strom markierte in weiten Abschnitten die römische Reichsgrenze. Das vollständig ergrabene und sichtbar gemachte Kleinkastell liegt am Südufer des Flusses, fast genau über dem Scheitelpunkt des Donauknies. Gizellamajor ist ein westlicher Ortsteil der Gemeinde Visegrád (Plintenburg) im ungarischen Komitat Pest. Die Befestigung ist aufgrund ihrer Formgebung, Größe und inneren Struktur bisher einzigartig am pannonischen Limes.

## Lage

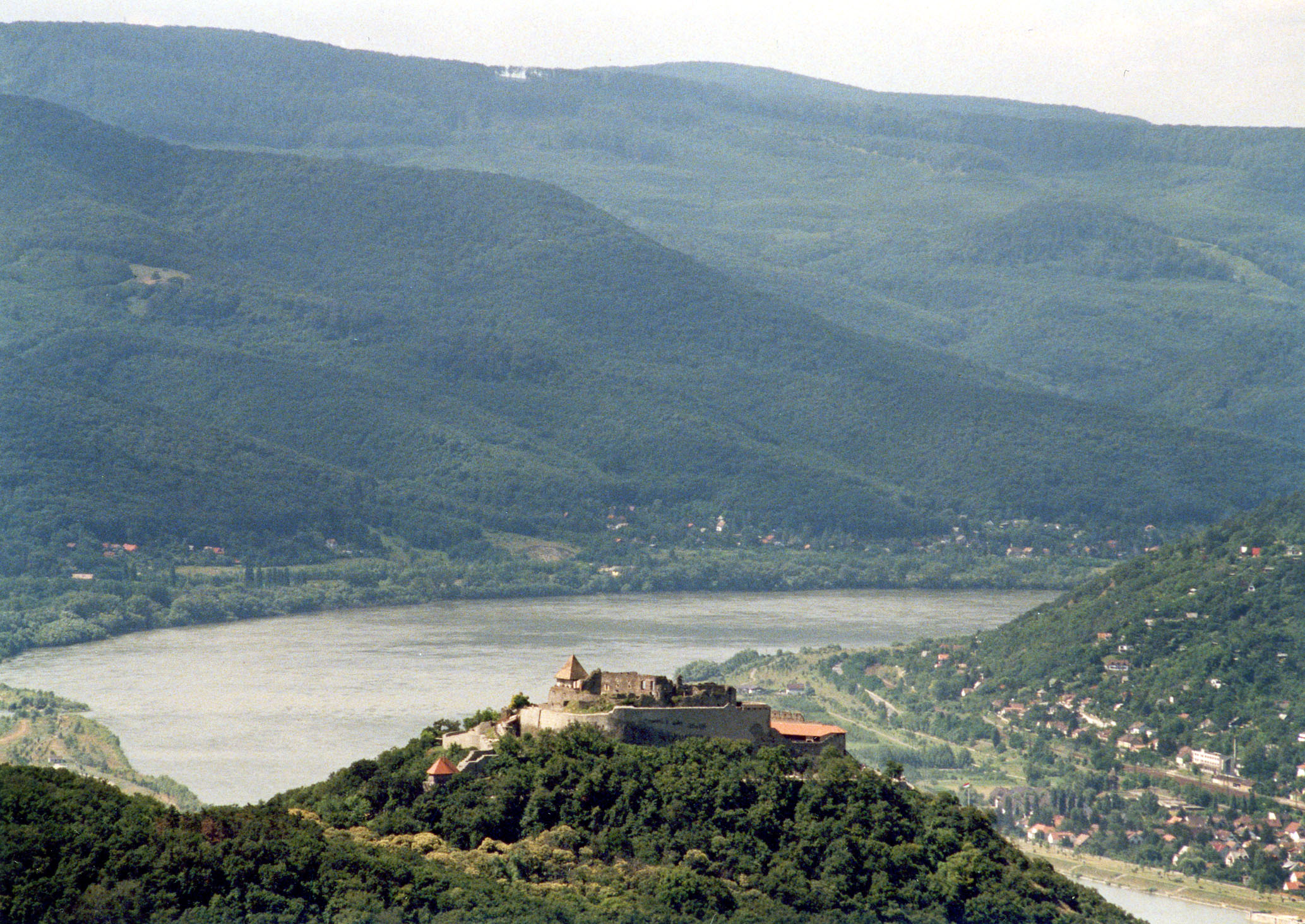
Das Donauknie. Im Vordergrund die „Obere Burg“ über der Stadt Visegrád. Am rechten Ufer der Sankt-Michaels-Berg, Das Kleinkastell von Visegrád–Gizellamajor liegt unterhalb eines kleinen Steinbruchs, der genau über der Turmspitze der Burg zu sehen ist.

Die Unterhanglage des Kleinkastells am Scheitelpunkt des Donauknies, nahe der sog. Dömös-Bucht und rund 1200 Meter ostsüdöstlich der Schiffsanlegestelle von Dömös, war strategisch sehr gut gewählt. Von diesem Punkt aus konnte der Schiffsverkehr in nördlicher, nordwestlicher und nordöstlicher Richtung ohne Hindernisse eingesehen werden. Dort befanden sich mindestens sechs Burgi, turmartige Kleinfestungen, die ebenfalls in der Spätantike entlang dieses Abschnittes errichtet wurden. Sowohl mit diesen Stationen als auch mit der im Nordwesten auf einem Hügelplateau gelegenen großen Garnison Castra ad Herculem und dem im Nordosten auf einem Ausläufer des Visegráder Gebirges über der Donau errichteten Kastells Pone Navata, das im Laufe des 4. Jahrhunderts zu einem Burgus rückgebaut wurde, konnte die Besatzung von Gizellamajor optische Signale austauschen und so im Notfall Kontakt halten. Der insbesondere in der Spätantike mit großem Aufwand betriebene dichte Ausbau der Grenzanlagen in diesem Gebiet hatte seine Ursache in der ernstzunehmenden Bedrohung Pannoniens durch den am gegenüberliegenden Ufer, im sog. Barbaricum lebenden Stamm der germanischen Quaden, der oft als unerbittlicher Gegner Roms auftrat. Der an den nahen Flusssaum grenzenden Kleinfestung liegt am nördlichen Donauufer eine große Landzunge gegenüber, die als mächtiger Sporn des umliegenden Hügellandes den Sankt-Michaels-Berg trägt, den der Strom in einem weiten Bogen umfließen muss. Die südliche Uferzone der Donau wird durch das hinter dem Fundplatz ansteigende Pilisgebirge begrenzt, dessen kurze Ausläufer bis unmittelbar an den schmalen Schwemmlandstreifen des Stroms heranreichen. Aufgrund der geologischen Gegebenheiten besteht das anstehende Gesteinsmaterial am Pilisgebirge aus vulkanischem Verwitterungsschutt, feinerem und gröberen Andesittuff, der an manchen Stellen durch Lößschichten und feinkörnigen Tuff überdeckt wird.

## Forschungsgeschichte

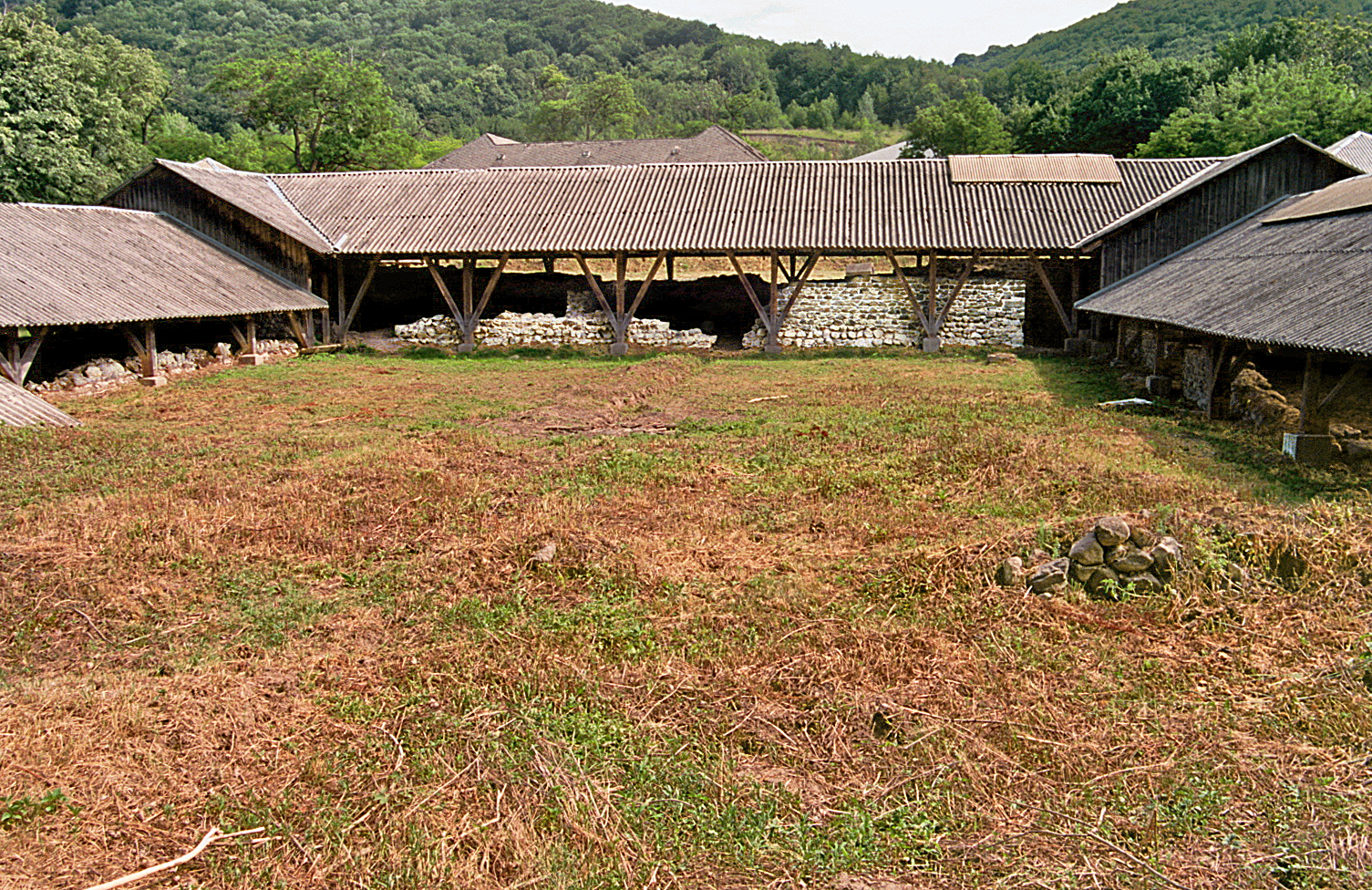
Der Innenhof des unzugänglichen Kleinkastells mit dem provisorischen Schutzdach (Blick nach Süden; Zustand 2012).

Der in Ungarn häufiger anzutreffende Ortsname Gizellamajor erinnert an die erste ungarische Königin, Gisela von Bayern, die um 995 Stephan I. ehelichte. Eine erste Erwähnung des späteren Fundgebietes findet sich 1964 nach einer Geländebegehung des Archäologen Sándor Soproni (1926–1995). Durch das ab 1977 an der Donau projektierte Staustufensystem Gabčíkovo–Bős-Nagymaros war auch der Bereich um das Kleinkastell Visegrád–Gizellamajor aufgrund geplanter Kanalisierungs- bzw. Eindeichungsmaßnahmen von der Zerstörung bedroht. Daher wurden großflächige Rettungsgrabungen an den Uferzonen notwendig, die 1988 im Visegráder Ortsteil Gizellamajor in Angriff genommen wurden. In deren Verlauf konnten die leitenden Archäologen Dániel Gróh und Péter Gróf noch im gleichen Jahr bisher unbekannte römische Mauern aufdecken. Seit 1984 fanden auf Initiative von Umweltschützern massive Protestaktionen gegen das Stau- und Kraftwerksgroßprojekt statt, sodass schließlich 1989 die Arbeiten auf ungarischer Seite eingestellt wurden. Damit waren auch die archäologischen Bodendenkmäler am Donauknie vor der endgültigen Zerstörung bewahrt worden. Bei Gizellamajor begannen daraufhin umgehend planmäßige Ausgrabungen, die – mit kurzzeitigen Unterbrechungen – bis ins Jahr 2004 andauerten. Der nördliche Abschnitt des Kleinkastells unter der Bundesstraße 11 konnte, trotz zahlreicher Versprechungen von Seiten der Behörden, die Straße zu verlegen, bislang noch nicht untersucht werden.
Die Überreste des Kleinkastells wurden nach Abschluss der Untersuchungen konserviert und bis auf weiteres mit einem provisorischen hölzernen Schutzbau vor Witterungseinflüssen gesichert. Dieser soll später durch eine dauerhafte Konstruktion im Rahmen eines archäologischen Parks ersetzt werden. Bis dahin verhindert auch ein Maschendrahtzaun den verbotenen Zutritt zum Gelände.

## Baugeschichte

### Mittelkaiserzeitlicher Wachturm?
Als vorkastellzeitliche Fundstücke sind ein Dupondius des Vespasian oder Titus, ein Denar des Mark Aurel, ein Ziegelstempel der Cohors I Ulpia Pannoniorum und einige Mauerreste unter dem Niveau des 4. Jahrhunderts entdeckt worden. Soproni hatte bei seiner Oberflächenuntersuchung angenommen, dass diese Fundstücke zu einem früheren Wachturm gehört haben könnten.

### Konzeption des spätantiken Kleinkastells

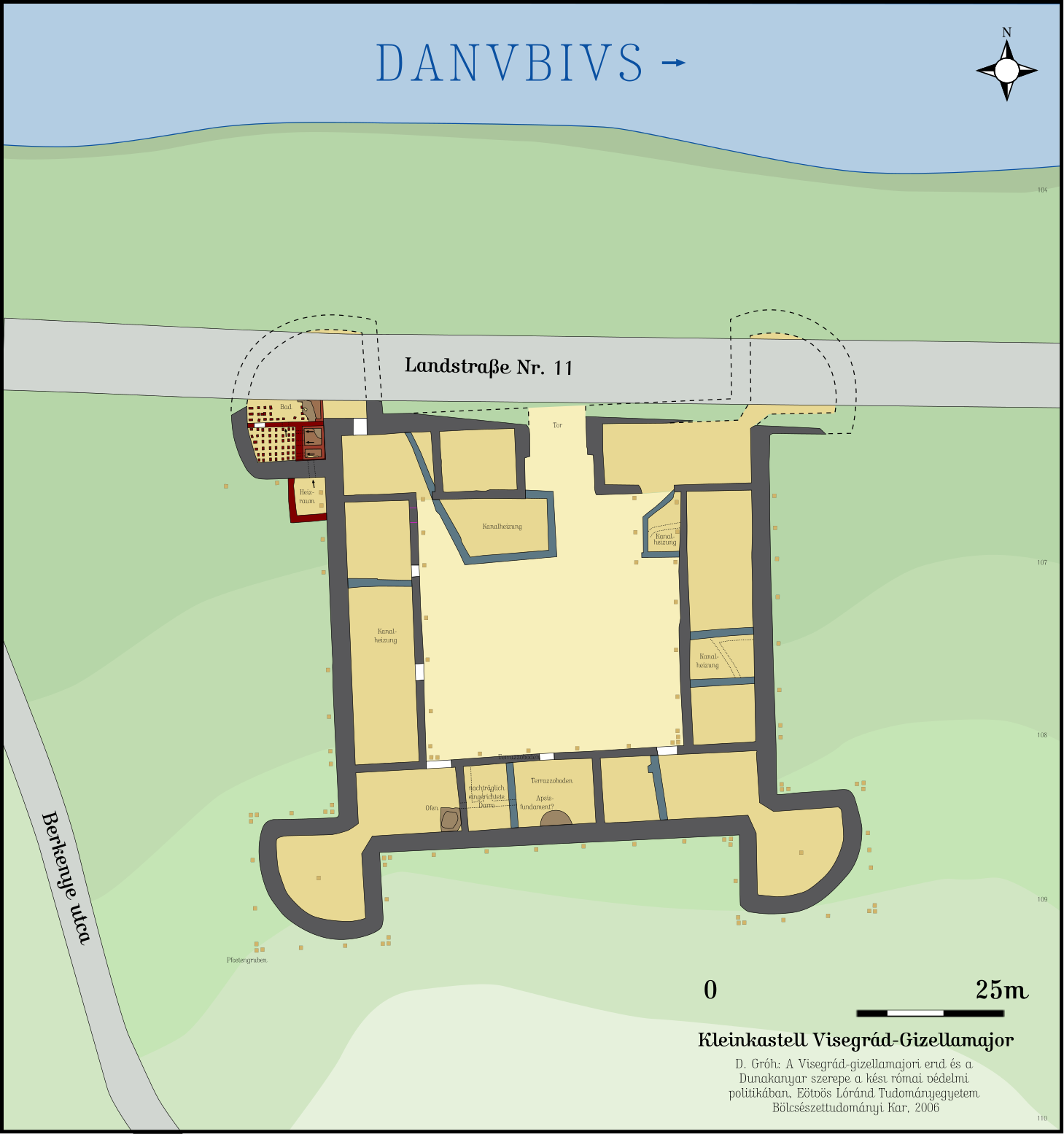
Ansicht der ergrabenen Anlage.

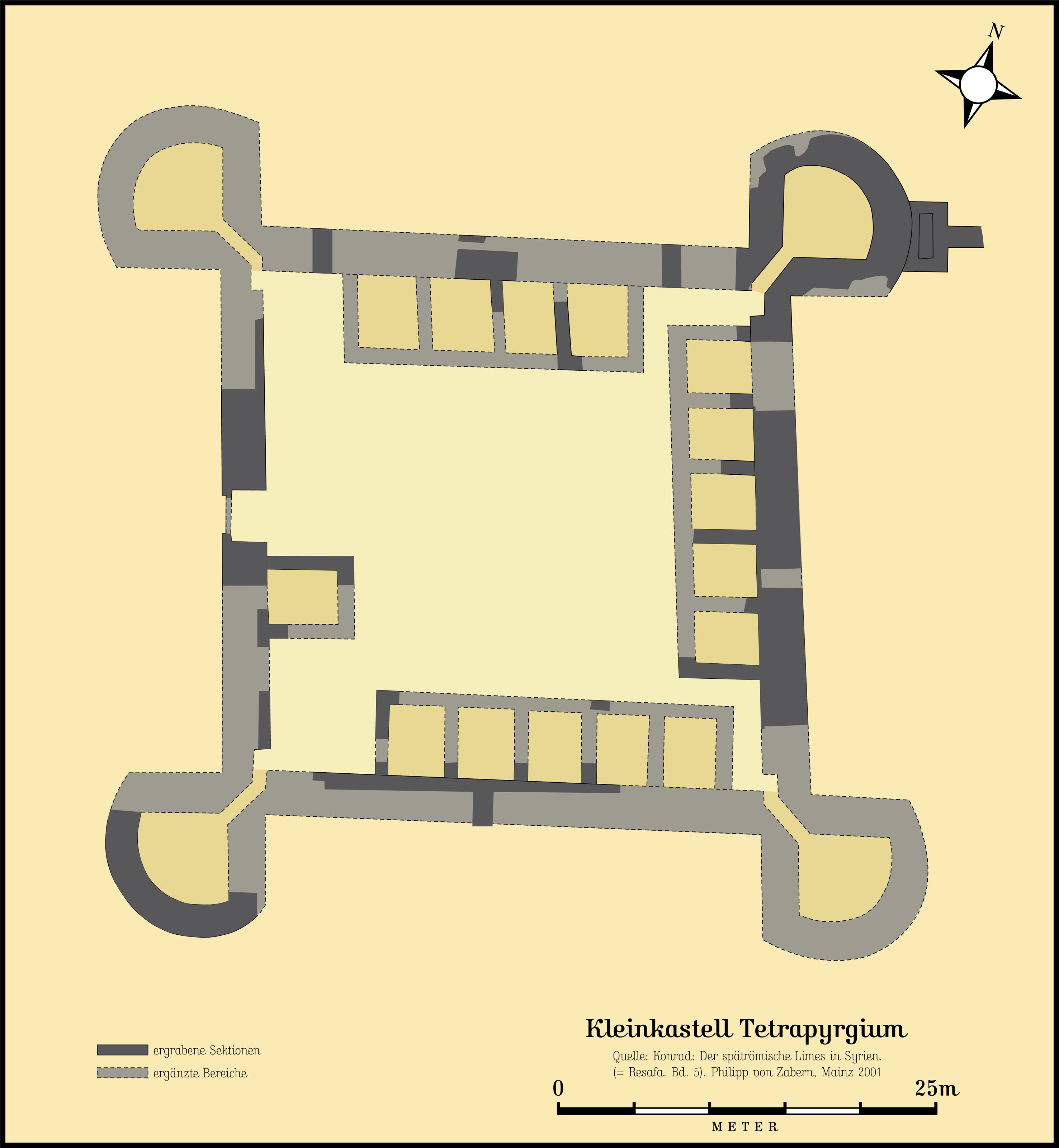
Das Kleinkastell Tetrapyrgium am Limes Arabicus.

Die nach Aussage der Ausgräber unter Kaiser Constantius II. (337–361) gegründete Festung von Gizellamajor gehört zu jenem Typ spätantiker Kleinkastelle, der mit einem streng geometrisch gegliederten Aufbau noch stark an ältere militärische Bautraditionen erinnert. Anlagen wie in Visegrád-Gizellamajor sind aus den entferntesten Provinzen bekannt. So folgt beispielsweise der Grundriss des 38,2 × 37,2 Meter großen Kleinkastells Tetrapyrgium an der Strata Diocletiana in Syrien einem sehr ähnlichen Aufbau. Während der Planungs- und Markierungsphase der Anlage im Gelände nutzten die römischen Ingenieure geometrische Grundformen wie das Quadrat und die daraus resultierende Diagonale. Der Festungsgrundriss wird durch eine 34,3 × 34,3 Meter große quadratische Wehrmauer mit 1,80 Meter dicken Wänden eingegrenzt, in deren durch Diagonalen gebildeten Schnittpunkt eine Groma, das Hauptvermessungsinstrument, gestanden hat. Nachberechnungen zeigen, dass diese sicherlich im Vorfeld der Erbauung festgelegten Maßvorgaben sehr genau eingehalten worden sind. Auch die Gesamtausrichtung der Befestigung im Gelände, die einer gedachten Nord-Süd- bzw. West-Ost-Achse folgt, bestätigt diese sorgfältige Planung. Alle vier Ecken der Umwehrung wurden durch einen weit über die Kurtinen hervorspringenden Fächerturm gesichert; das einzige Tor befand sich an der Prätorialfront, der dem Feind zugewandten Seite des Kleinkastells. Diese stand der Donau und dem am gegenüberliegenden Ufer angrenzenden Barbaricum gegenüber. Dort lebte in der Spätantike der germanische Stamm der Quaden.

### Innenbebauung

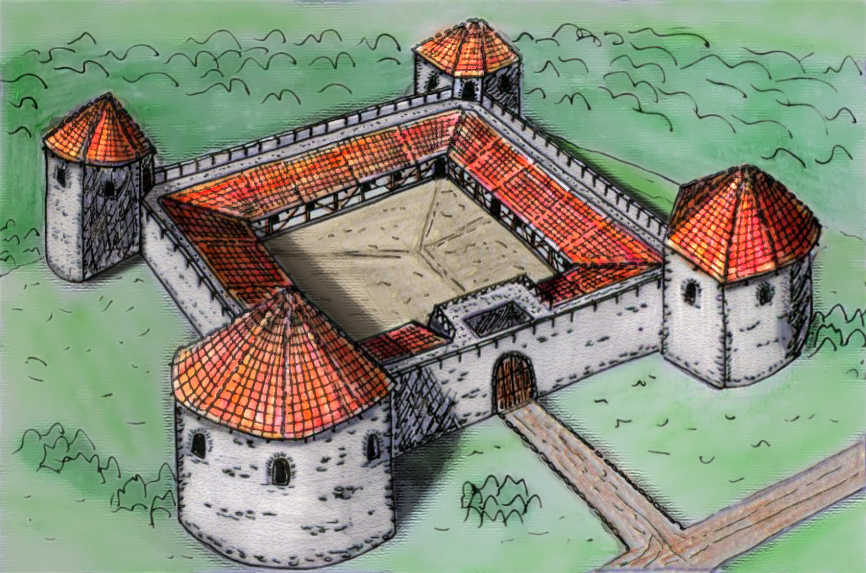
Rekonstruktionsversuch der Fortifikation.

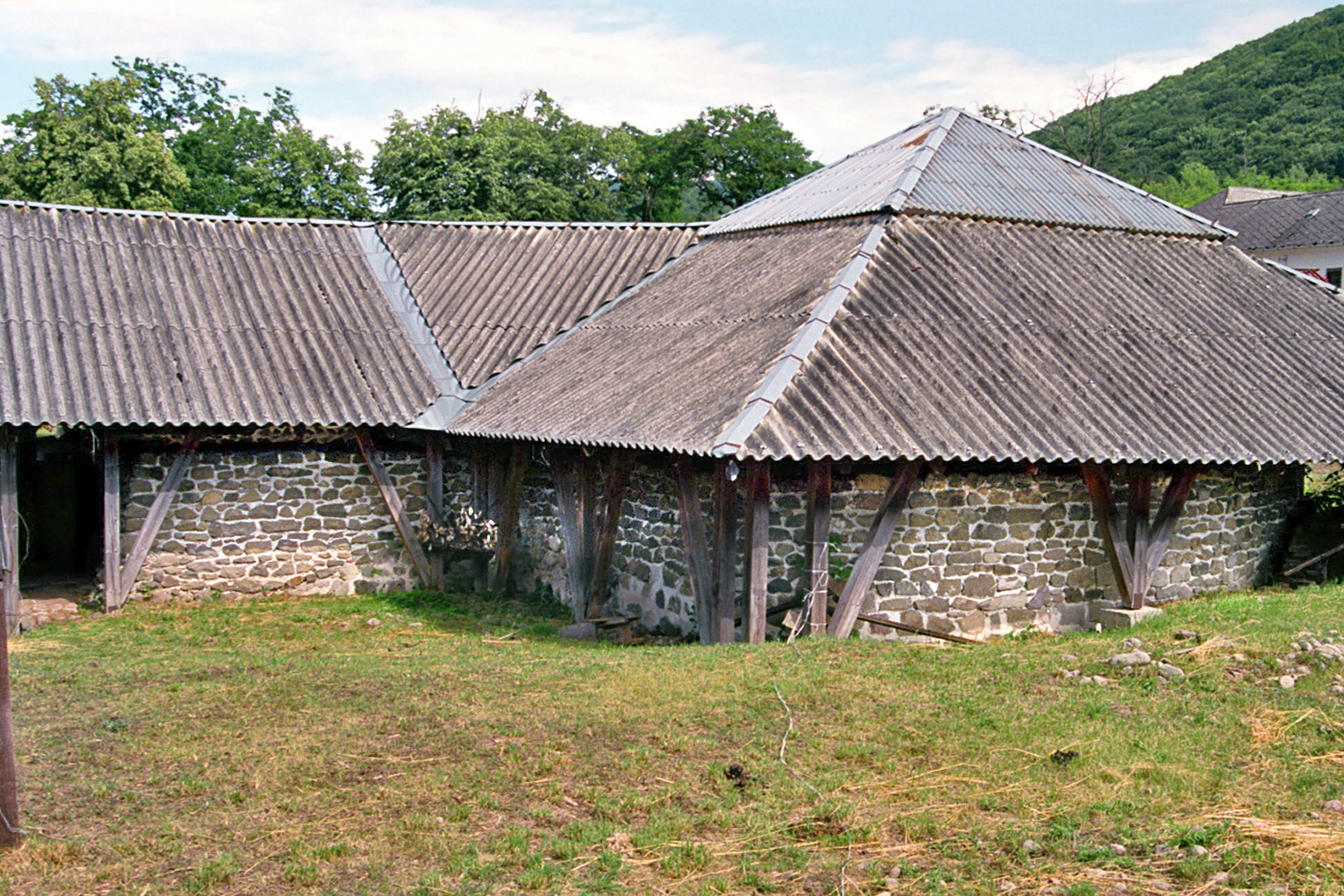
Die südwestliche Kastellecke.

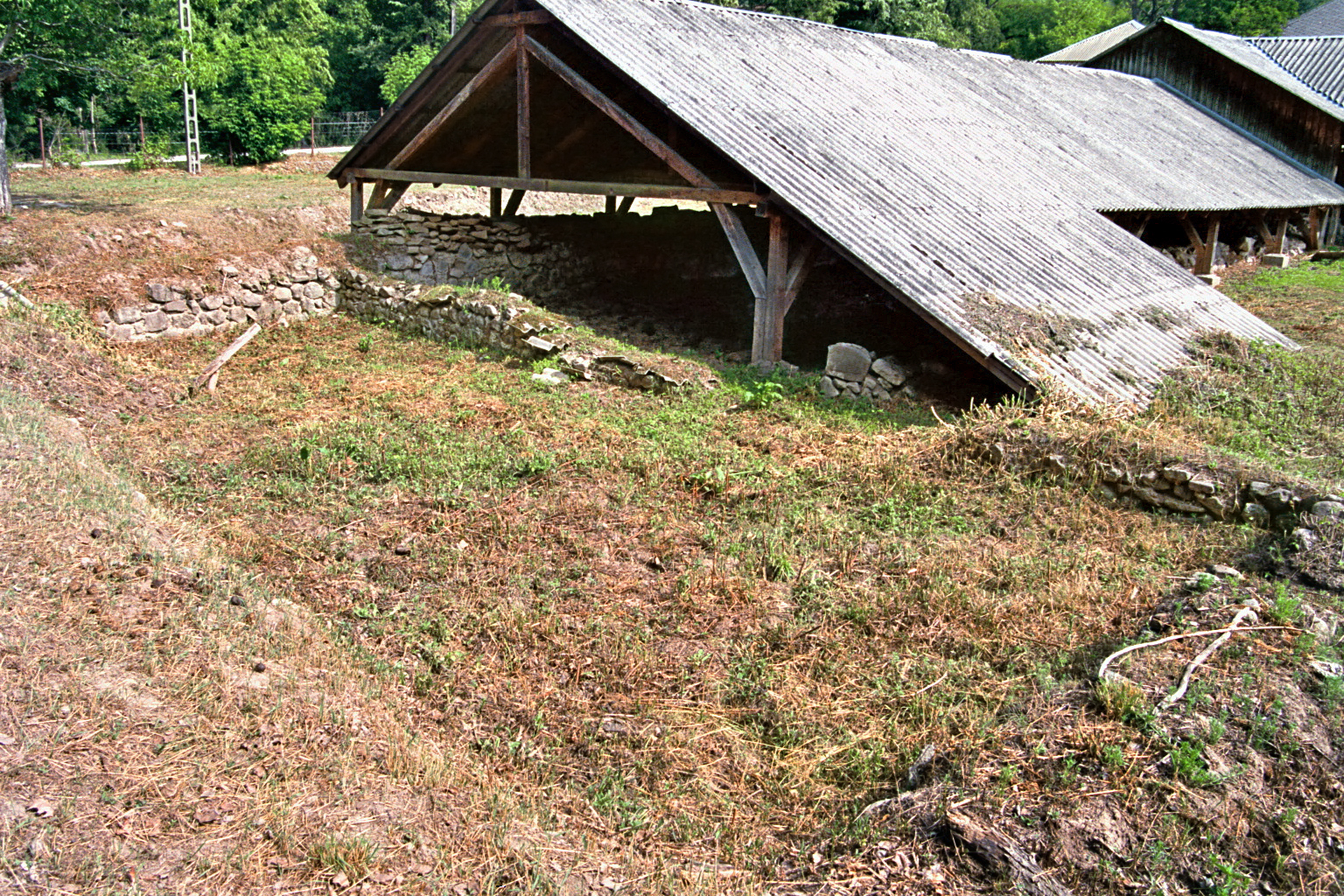
Der nordwestliche Lagerbereich.

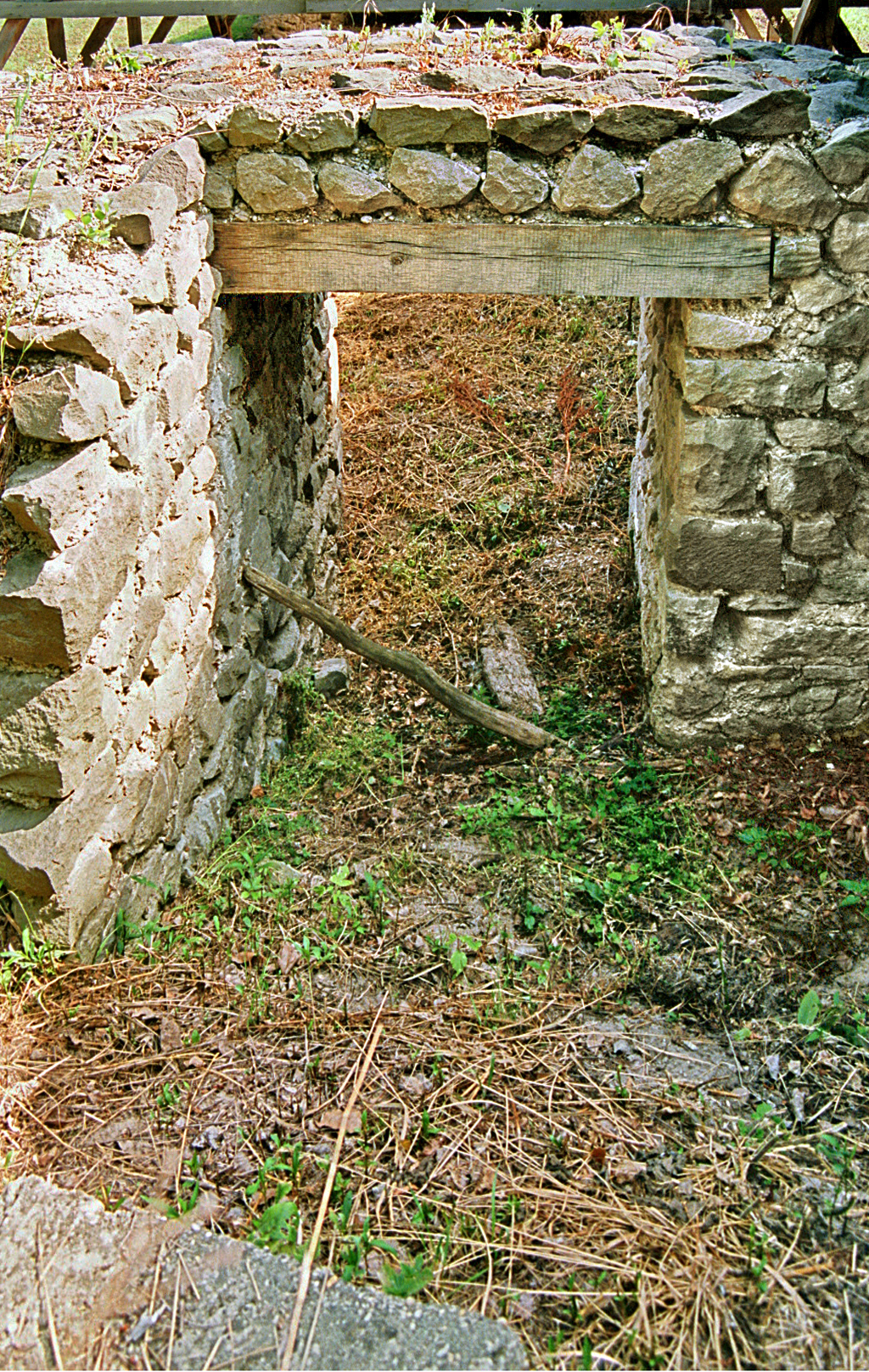
Nordwestausgang aus dem Raum vor dem Kastellbad.

Im Inneren der Anlage wurde eine an die Kurtinen gelehnte Bebauung festgestellt, die sich um einen offenen Hof gruppierte. Ein kleines heizbares Bad war in den nordwestlichen Eckturm eingebaut worden. Die im 4. Jahrhundert errichtete Fortifikation wurde während der Regierung Kaiser Valentinians I. renoviert. Am Ende dieses Jahrhunderts siedelten barbarische Foederaten hinter den Wehrmauern, bis das Kleinkastell gegen Ende des ersten Drittels im 5. Jahrhundert endgültig verlassen wurde.
An mehreren Stellen war der römerzeitliche Laufhorizont aus einer dünnen Lehmschicht noch zu ermitteln. In der Südwestecke der Befestigung wurde dieser Lehmboden unter einer Zerstörungsschicht aus verkohlten Pfosten und Balken festgestellt. Die Grundlage dieses Bodens bildete dort eine einheitliche, schotterige und ungestörte Schicht. Der an die östliche Kurtine angebaute Ostflügel war 22,75 × 6,35 Meter groß, seine Wände rund 60 bis 70 Zentimeter stark. Während des valentinianischen Umbaus wurden hier zwei mit Lehm gebundenen Trennwände errichtet, die nur schwach fundamentiert waren. Einer der neuen Räume erhielt eine Kanalheizung, die ein unregelmäßiges L bildete.
Im südwestlichsten Raums des Südflügels befand sich ein Ofen, im – während des valentinianischen Umbaus eingerichteten – Raum daneben eine Darre. Die dort eingerichtete L-förmige Kanalheizung barg unter anderem sekundär verwendete Ziegeln mit dem Stempel der Coh(ors) I Ulp(ia) Pan(noniorum). In der Nordostecke, am dort errichteten Eckturm, konnten unter anderem 30 Zentimeter über einem angetroffenen Schwellenstein drei oder vier Balkenlöcher festgestellt werden, die möglicherweise zu einer Treppe gehört haben, über die man in das Obergeschoss des Turmes gelangte. Während der Grabungen stellte sich heraus, dass der Schwellenstein auf seiner unteren Fläche eine Reliefverzierung zeigte. Der Stein war während der valentinianischen Renovierung als Spolie eingesetzt worden und könnte ursprünglich das Stirnelement eines Architravs gewesen sein, der zu einem als Ädikula gestalteten Grabbau gehörte.
Im Westflügel wurde ein 22 × 5,5 Meter großer Raum ergraben in dem offensichtlich auch industrielle Tätigkeiten stattgefunden haben. In der dort untersuchten Planierschicht, auf der das Kastell und dieser Raum gegründet wurden, fanden sich einige wenige spätrömische Grobkeramikbruchstücke sowie ein glasiertes Keramikstück, die sich in die Epoche von Constantius II. datieren lassen.
Die Archäologen konnten Umbaumaßnahmen am Kleinkastell beobachten. So wurde an der westlichen Außenmauer im Winkel zum Nordwestturm, in dem sich das heizbare Bad befand, ein kleiner rechteckiger Raum angebaut. Die Bebauung an der Nordmauer wurde weiter nach Süden vorgeschoben, wodurch sich die Fläche des Innenhofs verkleinerte. Zusätzlich wurde die Tordurchfahrt im Inneren durch einen sich davorschiebenden Raum wesentlich enger gestaltet.

## Vicus
Das zum Kleinkastell gehörende Lagerdorf, Vicus genannt, das sich meist kurz nach der Errichtung einer römischen Garnison zu entwickeln begann, ist bis heute noch relativ unbekannt. Die Ausgräber konnten bis 2004 eine 40 bis 100 Zentimeter starke Kulturschicht unmittelbar südöstlich der Befestigung wahrnehmen. Einzig die Reste eines steinernen Ofens zeugen von der ehemaligen Bebauung. Und auch im Südwesten, hinter dem Kleinkastell, wurden während verschiedener Suchschnitte in den dortigen Lösshügel zwei unterschiedliche Ofentypen angetroffen. Bereits im letzten Drittel des 4. Jahrhunderts, zur Zeit Kaiser Valentinians I. hatte der Vicus aufgehört zu existieren. Davon zeugen mehrere Gräber, die in jener Zeit auf dem einstigen südwestlichen Siedlungsgelände angelegt wurden. Für eine Bestattung war die Aschengrube eines Ofens wiederverwendet worden.
Der Vicus von Gizellamajor mit seiner starken Kulturschicht macht deutlich, dass die wissenschaftliche Überlegung, wonach Zivilbevölkerung und Militär gemeinsam in den spätrömischen Militäranlagen ihren Platz hatte, nicht verallgemeinert werden kann. Den frühesten Zeitpunkt für die Anlage des Lagerdorfes haben die Archäologen in das 5. Jahrzehnt des 4. Jahrhunderts gelegt. Sein Ende sehen sie bereits in den 360er-Jahren. Damit wäre die Entwicklung der Zivilansiedlung offensichtlich bereits in einer sehr frühen Phase wieder zu Ende gegangen, weshalb nur wenige bauliche Reste gesichert werden konnten. Der unter militärischer Kontrolle stehende Vicus kann mit den ähnlichen Anlagen der pannonischen Binnenfestungen verglichen werden. Erst mit der Auflassung des Lagerdorfes kann mit zivilen Siedlern im Kleinkastell von Gizellamajor gerechnet werden. Einige Räume, deren Zugänge zunächst vermauert worden sind, bevor nachträglich Kanalheizungen eingebaut wurden, könnten ein Hinweis auf Zivilisten hinter den Wehrmauern darstellen. Diese Art von Umbau konnte im nordöstlichen und wahrscheinlich auch im westlichen Flügel des Kleinkastells festgestellt werden. Zeitgleich mit den Umbauten stieg die Zahl aufgefundenen Werkzeuge, die auch in einem landwirtschaftlichen Bezug gesehen werden könnten, sehr deutlich an. Am zahlreichsten waren Äxte, Beile und Haken, daneben fanden sich Bohrer, Ahlen, eine Sense, ein Sägeblatt, eine Spitzhacke sowie ein Messer, das beim Weinbau Verwendung fand. Außerdem konnten über ein Dutzend Mahlsteine sowie Fragmente von Handmühlen gesichert werden. Die meisten der aufgefundenen Werkzeuge finden sich allerdings auch in rein militärischen Fundkomplexen.

## Gräberfeld
Bis 2004 wurde südwestlich des Kleinkastells, auf der Kuppe des dort befindlichen Lösshügels, ein Friedhof mit 226 Gräbern freigelegt. Die Archäologen entdeckten überraschenderweise auch vorgeschichtliche Bestattungen der Grabhügelkultur und fanden ein einzelnes Awarengrab. Die spätrömischen Bestattungen lassen sich in drei Gruppen aufteilen. Es fanden sich rechteckige Grabgruben, teilweise mit abgerundeten Ecken. An einigen dieser Gräber wurden kleine Böschungen festgestellt, die das Grab ursprünglich über dem Boden sichtbar machten. Als nächste, kleinere Gruppe wurden Kistengräber aus flachen Steinplatten festgestellt, von denen einige unregelmäßig zusammengesetzte, 50–60 Zentimeter hohe Steinhügel besaßen. Die letzte und kleinste, aus zwei Bestattungen bestehende, spät angelegte Gruppe waren Grabbauten, bei deren Erstellung Dachziegel und/oder Ziegelsteine (Ziegelplattengräber) verwendet worden sind. Mehr als zwei Drittel der Gräber zeigten eine klassisch-christliche, westöstliche Ausrichtung. Nur knapp über 10 Prozent sind von Ost nach West orientiert. Am schwierigsten gestaltet sich die Datierung der wenigen, nord-südlich und süd-nördlich ausgerichteten Bestattungen sowie derjenigen, die mit Ausnahme von einigen handgeformten Gefäßen keine Beigaben besaßen. Es zeigt sich keine Beziehung zwischen der Grabausrichtung und dem Grabtyp. Unter den Verstorbenen waren insgesamt 75 Kinder und 64 Frauen. Die vermeintlich reicheren und in ihrem Status höheren Kistengräber waren zumeist ausgeraubt.

### Grabbeigaben um355 bis um365
Die meisten während der Grabungen aufgefundenen Beigaben waren Bestandteile von Trachten der spätrömischen Epoche, darunter Fibeln aus Bronze, vergoldetem Silber und Gold. Die Stücke konnten mit wertvollen Steinen verziert sein. Außerdem fanden sich Glasperlen der verschiedensten Machart, ein Fingerring mit einer Bernstein-Kamee, in die der Kriegsgott Mars graviert war, verzierte Gürtel und Schnallen, Armreifen aus Bronze, Knochen und Eisen, Spiegel und vieles weitere. Eine Fibel war birnenförmig, in den Bügel einer Zwiebelknopffibel war die Inschrift VTERE FELIX (nutze sie glücklich) graviert.

### Grabbeigaben Ende 4.Jh. bis frühes 5.Jh.
Die zweite Gruppe der Grabbeigaben konnten die Ausgräber der nachkastelldörflichen Periode zuordnen, in der sie die Zivilisten als zusätzliche Bewohner der Garnison vermuten. Den Verstorbenen wurden vielflächige Ohrringe, halbmondförmige silberne Anhänger, Fibeln aus Bronze oder Eisen und Schnallen mit schnabelförmigen Spitzen mitgegeben. Diese Schnallen fanden sowohl für Gürtel- als auch Schuhriemen Verwendung. In einem Grab wurde ein Ring mit dem Christusmonogramm entdeckt. Neben diesen Werkstücken fanden sich zwei grundsätzliche Arten nachvalentinianischer Keramik, die zumeist an den Füßen der Toten platziert worden ist. Zum einen auf der Töpferscheibe gedrehten Arbeiten, zum anderen ursprünglich barbarische, händisch aufgebaute Behältnisse. Es fand sich keine polierte Ware. Zu den exquisiten Fundstücken gehören gläserne Flaschen und Becher. Während das eine aus Ziegeln erstellte Grab bereits ausgeraubt vorgefunden wurde, wurden in dem zweiten mehrere spätrömische Skelette entdeckt. Dieser Grablege besaß ein verputztes Gewölbe, das mit einer roten Gitterdekoration bemalt worden war. Bemerkenswerterweise fehlen spätere Bestattungen. Die Ruinen des Kleinkastells werden erst ab der Mitte des 5. Jahrhunderts von neuen Landesherren, den Hunnen, aufgesucht, die in den verfallenden Mauern ihre Verstorbenen bestatteten.

## Weiteres Fundmaterial

### Münzen
Die meisten bis 2004 entdeckten Münzen, 92 Prozent, stammen aus dem 4. Jahrhundert. Von diesem Stücke wiederum gehören 75 Prozent der Epoche Kaiser Konstantins des Großen (306–337) und Kaiser Constantius’ II. (337–361). Die jüngsten Fundobjekte konnten in die Zeit zwischen 378 und 383 datiert werden.

### Keramik
Es wurden bis 2004 insgesamt 3555 Scherben geborgen. Von diesen Bruchstücken machte das einheimische Töpfergut 82 Prozent aus. 7,6 Prozent fielen auf die eingeglätteten Ware und fast die gleiche Menge, 6,6 Prozent, auf glasiertes Steinzeug. Endre Tóth erwähnt in Zusammenhang mit den eingeglätteten Stücken, dass an mehreren Stellen Gittermusterkeramik aufgefunden wurde. Das gemeinsame Vorkommen von eingeglätteten und glasierten Stücken ist für viele spätrömische Siedlungsplätze und Gräberfelder in Ungarn charakteristisch. Mehrere Völker in einem sehr großen Kulturraum haben in der römischen Spätzeit vom 4. bis 5. Jahrhunderts die Mode der eingeglättete Keramik aufgegriffen. Daher sind heute die Theorien über eingeglättete Keramik vielfältig und sehr umstritten. Frühere Werke, wie die von Herbert Mitscha-Märheim, in denen noch als reiner sogenannter Foederatenkeramik gesprochen wird, gelten als überholt. Neben den bisher erwähnten Scherben macht die polierte Töpferware nur ein Prozent aus. Für dieses geringe Auftreten war die Vielfalt der Dekorationen auf den Gefäßen überraschend. Die Zahl der von Hand aufgebauten oder auf einer langsamen Töpferscheibe gefertigten Stücke betrug 3,2 Prozent.

### Glas
Im Inneren des Kleinkastells wurde kein einziger intakter Glasgegenstand geborgen. Doch mit Hilfe der in den Gräbern des Lagerdorfes geborgenen Gläser konnten viele Bruchstücke klassifiziert werden. Die meisten Glasgegenstände aus dem Friedhofsbereich waren entweder Flaschen oder Becher von guter Qualität, wie sie ab der zweiten Hälfte des 4. Jahrhunderts für rund 100 Jahre üblich waren. Die Glasbläser könnten von den Balkanprovinzen aus Werkstätten in Pannonien gegründet haben, auch Verbindungen nach Italien könnte es gegeben haben. Da einige Stücke in ähnlicher Form auch in Brigetio gefunden wurden, könnten von dort aus Lieferungen die Donau hinab verschifft worden sein.

### Metallobjekte

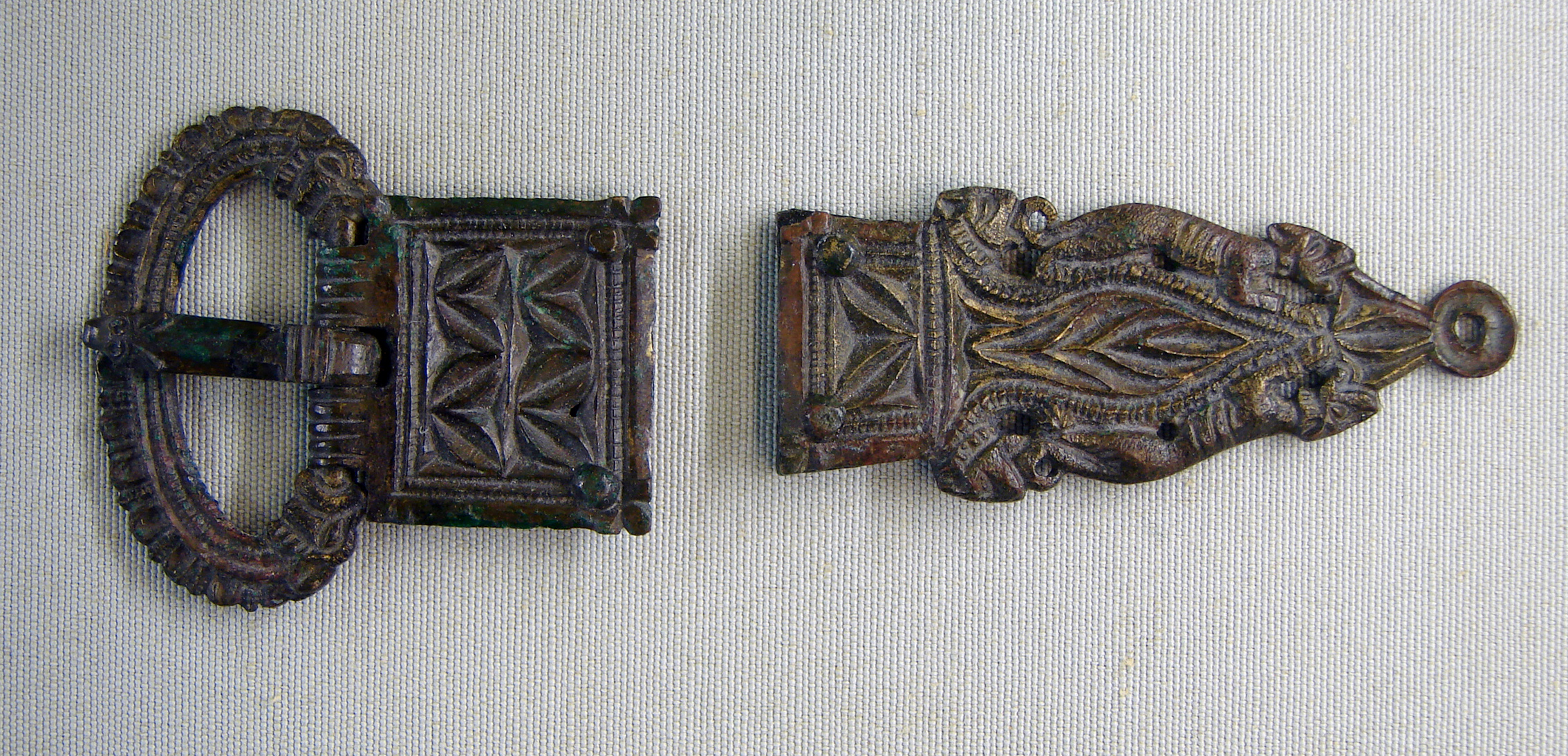
Eine ähnliche spätrömische Riemenzunge wie diese aus Monceau-le-Neuf, fand sich auch im Kleinkastell Visegrád-Gizellamajor

Bestandteile von Trachten bildeten das Gros des Fundmaterials, wie bereits erwähnte Fibeln, Gürtel, Schnallen, Schmuck und Broschen. Weitere Gegenstände, wie Schlüssel, ein Krug mit eisernem Griff, Kessel, Eimer und beträchtliche Mengen an Abfällen aus lokalen Produktionsstätten, waren in ihrem Erscheinungsbild typisch für die Spätantike. Bemerkenswert war die dekorierte Riemenzunge eines kupfernen Gürtels aus dem Kastell. Viele ähnliche Exemplare fanden sich unter anderem bei den Grabbeigaben männlicher Alamannen am Oberlauf der Elbe und im Loire-Tal.

### Knochenarbeiten
Aus den Grabungen von Visegrád-Gizellamajor stammt auch ein Knochenkamm mit dreieckigem Griff und Kreisaugenverzierung, an dessen beiden Seiten je ein Pferdekopf herausgearbeitet war.

## Nachrömische Entwicklung
Aufgrund des Fundmaterials und der stratigraphischen Ergebnisse gehen die Ausgräber davon aus, dass das Kleinkastell Gizellamajor bis zum Ende des ersten Drittels im 5. Jahrhundert in seiner ursprünglich geplanten Weise genutzt wurde. Wie ein markanter Zerstörungshorizont in der Fortifikation beweist, wurde sie durch eine Brandkatastrophe vernichtet. Ab Mitte des 5. Jahrhunderts bestatteten hunnische Stammesangehörige ihre Toten in der Ruine. So wurde eine Frau mit einem nach Hunnenart deformierten Schädel in dem mit Mörtel vermischten, festgetretenen römischen Laufhorizont begraben, der sich direkt neben einer mehr als 20 Meter langen Lagerbaracke am Westflügel des Kleinkastells befand. Die zweite Bestattung dieser Periode wurde im Schutt eines verfallenen Gemäuers im nördlichen Teil der ehemaligen Fortifikation niedergelegt.

## Denkmalschutz
Die Denkmäler Ungarns sind nach dem Gesetz Nr. LXIV aus dem Jahr 2001 durch den Eintrag in das Denkmalregister unter Schutz gestellt. Das Kleinkastell Visegrád–Gizellamajor sowie alle anderen Limesanlagen gehört als archäologische Fundstätten nach § 3.1 zum national wertvollen Kulturgut. Alle Funde sind nach § 2.1 Staatseigentum, egal an welcher Stelle der Fundort liegt. Verstöße gegen die Ausfuhrregelungen gelten als Straftat bzw. Verbrechen und werden mit Freiheitsentzug von bis zu drei Jahren bestraft.

### Allgemein
- Dániel Gróh: Építéstörténeti megjegyzések a limes Visegrád környéki védelmi rendszeréhez. Baugeschichtliche Bemerkungen zum Verteidigungssystem des Limes in der Umgebung von Visegrád. In: A kőkortól a középkorig. Edition G. Lőrinczy. Szeged 1994, S. 239–244.
- Sándor Soproni: Neue Forschungen an der Limesstrecke zwischen Esztergom und Visegrád. In: Roman frontier studies 1979. 12th International Congress of Roman Frontier Studies. B.A.R. Oxford 1980, ISBN 0-86054-080-4, S. 671–679.
- Zsolt Visy: Definition, Description and Mapping of Limes Samples. CE Project „Danube Limes – UNESCO World Heritage“ 1CE079P4. Budapest 2010. S. 16–17.
- Zsolt Visy: The ripa Pannonica in Hungary. Akadémiai Kiadó, Budapest 2003, ISBN 963-05-7980-4, S. 51.

### Einzelstudien
- Katalin Ottományi: A visegrád-gizellamajori erőd Ny/I. helyiségének késő római kerámiája. Veränderungen des Töpferhandwerks in der ersten Hälfte 5. Jhs. aufgrund des Keramik von Befestigung Visegrád–Gizellamajor. In: Mursella Régészeti Egyesület, Győr 2012, S. 375–412.
- Dániel Gróh: A Visegrád-gizellamajori erdő és a Dunakanyar szerepe a késő római védelmi politikában (Das Kastell Visegrád-Gizellamajor und seine Rolle am Donauknie in der spätrömischen Grenzverteidigung). Eötvös Lóránd Tudományegyetem Bölcsészettudományi Kar, Történettudományi Doktori Iskola régészeti oktatási program, 2006.
- Péter Gróf, Dániel Gróh: Visegrád-Gizellamajori római erőd és temető. Das Kastell Visegrád-Gizellamajor und der Friedhof. In: Ókor. 3, 4, 2004, S. 53–57.
- Péter Gróf, Dániel Gróh: Visegrád-Gizellamajor and Visegrád-Sibrik-domb. In: Zsolt Visy (Hrsg.): The Roman army in Pannonia. An Archaeological Guide of the Ripa Pannonica. Teleki László Foundation, Pécs 2003, S. 90–95.
- Péter Gróf, Dániel Gróh, Zsolt Mráv: Sírépítményből átalakílott küszöbkő a Visegrád-Gizella majori későrómai erődből (Aus einem Grabbauelement umgeänderter Schwellenstein aus dem spätrömischen Kastell von Visegrád-Gizellamajor). In: Folia archaeologica. 49/50, 2001/2002, S. 247–261.
- Dániel Gróh: A Visegrád-gizellamajori erőd és a Dunakanyar szerepe a késő római védelmi politikában. Eötvös Loránd Tudományegyetem, Budapest 2006 (= Dissertation)
- Dániel Gróh: A Visegrád-gizellamajori római erıd rétegviszonyainak építéstörténeti vonatkozásai. Die baugeschichtlichen Beziehungen der Schichtenreihe der römischen Festung von Visegrád-Gizellamajor. In: Hadak útján. A népvándorláskor fiatal kutatóinak konferenciája. Szeged 2000, S. 27–33.
- Péter Gróf, Dániel Gróh: Előzetes jelentés a Visegrád-Gizellamajori római erőd feltárásáról. Vorläufiger Bericht über die Freilegung der römischen Festung von Visegrád-Gizellamajor. In: Communicationes archeologicae Hungariae. 1991  (1993), S. 85–95.